# Limite thermodynamique
En physique statistique, la limite thermodynamique est la limite mathématique conjointe où :
- le nombre de particules {\displaystyle N} du système considéré tend vers l'infini ;
- le volume {\displaystyle V} du système considéré tend vers l'infini ;
- la densité de particules {\displaystyle \rho =N/V} du système considéré reste constante.

Dans le problème thermodynamique de la réunion de systèmes disjoints, on peut aussi voir la limite thermodynamique comme étant le passage d'effets de surface prépondérants à des effets de volume prépondérants. Ainsi, quand cette limite est atteinte, on retrouve la pertinence de la notion d'extensivité par exemple.